# Macconnens
Macconnens est une localité et une ancienne commune suisse du canton de Fribourg, située dans le district de la Glâne.

## Histoire
Macconnens est situé au nord-est de Romont, sur la rive gauche de la Glâne. L'ancienne commune était une petite seigneurie relevant de la maison de Savoie. Fief de la famille de Billens du XIVe siècle jusque vers 1540, la localité de Macconnens est partagée alors entre Benoît du Moulin et la famille Lyon de Pontarlier. Macconnens devint la propriété des Brayer de Romont en 1590, puis de la famille d'Amman en 1673, qui la vendit à l'État de Fribourg en 1840.
Sous l'Ancien Régime, Macconnens fut intégré au bailliage de Romont de 1536 à 1798, le village passa ensuite au district du même nom de 1798 à 1848, puis à celui de la Glâne depuis 1848. Au spirituel, le village se sépara de la paroisse de Torny-le-Petit pour se rattacher à celle de Villarimboud nouvellement fondée en 1845. La localité est restée essentiellement agricole (élevage et production laitière).
Macconnens fut réunie en 1973 à Villarimboud. Cette dernière fusionnera en 2005 avec Lussy pour former la commune de La Folliaz, laquelle fusionnera à nouveau en 2020 avec Villaz-Saint-Pierre pour former la nouvelle commune de Villaz.

## Toponymie
1320 : Masconens

## Démographie
Macconnens comptait 61 habitants en 1811, 92 en 1850, 97 en 1900, 90 en 1950, 71 en 1970.